# شراف
شراف (به عربی: شراف) یک منطقهٔ مسکونی در لیبی است که در استان واحات واقع شده‌است.